# Sparianthina soca
Sparianthina soca – gatunek pająków z rodziny spachaczowatych i podrodziny Heteropodinae.

## Taksonomia
Gatunek ten opisany został po raz pierwszy w 2021 roku przez Cristinę A. Rheims na łamach „Zootaxa”. Jako miejsce typowe wskazano drogę do Blanchisseuse w gminie Arima w Trynidadzie i Tobago. Epitet gatunkowy soca to nazwa lokalnego tańca.

## Morfologia
Jedynym zmierzonym okazem jest samiec o ciele długości 6,3 mm przy prosomie długości 2,8 mm i szerokości 2,7 mm oraz opistosomie (odwłoku) długości 3,3 mm i szerokości 1,9 mm. Karapaks jest bladopomarańczowy z brązowymi krawędziami, jasnobrązową jamką i czarnymi obwódkami wokół oczu. Ośmioro oczu rozmieszczonych jest w dwóch rzędach. W widoku grzbietowym oczy pary przednio-środkowej leżą bardziej z przodu niż pary przednio-bocznej, a oczy pary tylno-środkowej bardziej z przodu niż oczy pary tylno-bocznej. Jasnożółte szczękoczułki oprócz zębów na przedniej i tylnej krawędzi mają ząbki intermarginalne na dnie bruzdy umieszczone w jednym szeregu. Warga dolna jest jasnobrązowa z bladopomarańczowym przodem. Szczęki mają barwę bladożółtawopomarańczową. Sternum jest jasnożółtawopomarańczowe z jasnobrązowymi brzegami. Odnóża są jasnożółte z brązowawoszarymi znakami u podstaw kolców. Kolejność ich par od najdłuższej do najkrótszej to: II, I, IV, III. Ubarwienie opistosomy jest jasnoszare z bladożółtymi kądziołkami przędnymi. Jasnożółte nogogłaszczki samca mają dłuższą niż szerszą i widoku brzusznym nieco rynienkowatą gałąź grzbietową apofizy retrolateralnej goleni, palcowatą i delikatnie zakrzywioną grzbietową apofizę tegularną, mały, trójkątny wyrostek tegularny oraz mały, zwężający się embolus pozbawiony pośrodkowego wyrostka kolcowatego, natomiast zaopatrzony w rozwidlony wyrostek nasadowy o szerokiej i wklęśniętej gałęzi grzbietowej i krótszej, blaszkowatej, odsiebnie zaokrąglonej gałęzi brzusznej.

## Rozprzestrzenienie
Pająk neotropikalny, endemiczny dla Trynidadu i Tobago, znany wyłącznie z lokalizacji typowej.